# John Gleich
Pour les articles homonymes, voir Gleich.
John Gleich (né le 2 novembre 1879 à Memel, mort après 1927) est un voyageur et peintre allemand.

## Biographie

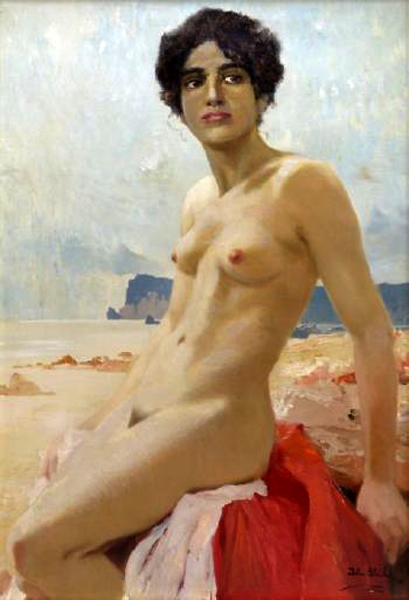
Nue à la plage, vers 1910.

Une fois sorti de l'école, il travaille comme marchand, mais apprend la peinture en autodidacte et se consacre à la peinture à partir de 1906. En 1909 et 1910, il entreprend des voyages d'études en Inde et à Ceylan, où il réalise de nombreux tableaux du genre oriental. De retour en Allemagne, il se consacre principalement à la peinture marine, peint également des tableaux de genre, des portraits et des nus. Il vit à Berlin.
Pendant la Première Guerre mondiale, il publie deux livres à colorier par les enfants sur les opérations de combat de la Kaiserliche Marine. Il publie également des essais sur l'architecture indienne dans la Deutsche Bauzeitung et dans les publications de l'Association allemande des châteaux (de).